# Манёвр Френцеля
Манёвр Фре́нцеля (назван в честь Германа Френцеля, немецкого отоларинголога), в итальянской терминологии известен также как манёвр Марканте — Одальи — приём, служащий для нагнетания воздуха через евстахиевы трубы в полость среднего уха. Используется в подводном плавании для уравнения давлений вне и снаружи барабанной перепонки при повышении внешнего давления.
При погружении дайверы продувают уши во избежание баротравмы. Продувку производят обычно или манёвром Вальсальвы, или манёвром Френцеля. В обоих случаях дайвер зажимает пальцами нос и нагнетает воздух в носоглотку. При манёвре Вальсальвы это делает дыхательная мускулатура, то есть дайвер фактически с усилием выдыхает лёгкими в закрытые нос и рот. При манёвре Френцеля всю работу производит корень языка, который герметично перекрывает вход в носоглотку и затем приподнимается, сдавливая в ней воздух, как поршень. Давление в глотке и в ротовой полости от этого не меняется: рот даже может быть открытым.
Преимущество манёвра Френцеля перед манёвром Вальсальвы особенно очевидно для фридайверов. Они располагают всего одним вдохом на всё погружение, и экономичный расход кислорода имеет большое значение. Каждая работающая мышца повышает расход кислорода, и манёвр Френцеля значительно экономичнее, чем задействование дыхательной мускулатуры при манёвре Вальсальвы.